# Міжнародна рада музеїв
Міжнародна рада музеїв (МРМ) (англ. International Council of Museums; ICOM) — всесвітня демократична громадська організація зі сприяння розвиткові зв'язків та взаємодопомозі між музеями та музейними працівниками різних країн. Створена 1946 р. в м. Париж (Франція) під егідою ЮНЕСКО.
МРМ об'єднує музеї більше 80-ти країн, де створені національні комітети.
МРМ є міжнародним об'єднанням музеїв та професійних музейних працівників, які займаються збереженням, охороною та популяризацією світової природничої і культурної спадщини, матеріальної і нематеріальної.
МРМ є недержавною організацією, яка має офіційні стосунки з ЮНЕСКО та консультативний статус в Економічній та соціальній раді ООН. ICOM виконує частину музейної програми ЮНЕСКО. Штаб-квартира ICOM розташована в Парижі, там же знаходиться секретаріат та музейний інформаційний центр UNESCO-ICOM. Офіційними робочими мовами ІКОМ є англійська, іспанська та французька.
Більше ніж 24 000 членів ICOM в 150 країнах беруть участь у заходах національних, регіональних та міжнародних організацій: семінари, публікації, тренінги, спільні програми, та промоція музеїв у Міжнародний день музеїв (18 травня).
МРМ від 1948 видає щоквартальний бюлетень «Новини ICOM», спільно з ЮНЕСКО щоквартальний часопис «Museum».

## Органи
Вищий керівний орган МРМ — генеральна асамблея, що збирається раз на три роки та складається з усіх індивідуальних членів, призначених представників інституційних членів, членів-студентів, підтримуючих членів і Почесних членів. Вищий рекомендаційний орган — генеральна конференція, що теж збирається раз на три роки, рішення якої затверджуються ген. асамблеєю. Керівний орган МРМ у період між його ген. конференціями та асамблеями — виконавча рада (10 осіб; збирається тричі на рік). 

## Національні комітети
119 національних комітетів організовують членів ІКОМ на національному рівні та забезпечують інтереси музеїв та музейних працівників у відповідних країнах. Вони представляють своїх членів у ICOM та сприяють реалізації програм організації.

### Український національний комітет
Український національний комітет Міжнародної ради музеїв був створений у 1992 році та став членом Міжнародної ради музеїв на правах її національного комітету.
Зареєстрований як ВСЕУКРАЇНСЬКА ГРОМАДСЬКА ОРГАНІЗАЦІЯ «УКРАЇНСЬКИЙ КОМІТЕТ РАДИ МУЗЕЇВ «ІКОМ» («Ukrainian Committee of the Council of Museums «ICOM»), що є неприбутковою (некомерційною) громадською організацією.
Органами управління ІКОМ України є:
- Загальні збори ІКОМ України (Конференція);
- Президент, Віце-Президент ІКОМ України;
- Президія ІКОМ України;
- Комісія по прийому нових членів;
- Наглядова рада.

У структурі ICOM Україна створено п'ять профільних секцій: природнича, археології та давнього мистецтва, музеїв при вищих навчальних закладах, технічних музеїв та секція професіоналізації музейного персоналу.

## Міжнародні комітети
30 міжнародних комітетів об'єднують експертів з різних музейних спеціальностей. Вони є глобальними аналітичними центрами щодо музею і, загалом, питань спадщини. Вони визначають стандарти, розробляють рекомендації та діляться професійним досвідом і науковою інформацією з членами ІКОМ.
| AVICOM   | Міжнародний комітет аудіовізуальних та нових технологій зображення і звуку          |
| CAMOC    | Міжнародний комітет колекцій і діяльності міських музеїв                            |
| CECA     | Міжнародний комітет з освіти і культурних подій                                     |
| CIDOC    | Міжнародний комітет документації                                                    |
| CIMCIM   | Міжнародний комітет музеїв та колекцій музичних інструментів                        |
| CIMUSET  | Міжнародний комітет музеїв та колекцій науки і техніки                              |
| CIPEG    | Міжнародний комітет єгиптології                                                     |
| COMCOL   | Міжнародний комітет з питань зберігання колекцій                                    |
| COSTUME  | Міжнародний комітет музеїв та колекцій костюмів                                     |
| DEMHIST  | Міжнародний комітет історичних музейних будівель                                    |
| DRMC     | Комітет з управління ризиками при катастрофах                                       |
| GLASS    | Міжнародний комітет музеїв та колекцій скла                                         |
| ICAMT    | Міжнародний комітет музейної архітектури та техніки                                 |
| ICDAD    | Міжнародний комітет музеїв та колекцій декоративно-прикладного мистецтва та дизайну |
| ICEE     | Міжнародний комітет з обміну виставками                                             |
| ICFA     | Міжнародний комітет музеїв та колекцій образотворчого мистецтва.                    |
| ICLM     | Міжнародний комітет літературних музеїв                                             |
| ICMAH    | Міжнародний комітет музеїв та колекцій археології та історії                        |
| ICME     | Міжнародний комітет музеїв та колекцій етнографії                                   |
| ICMEMO   | Міжнародний комітет меморіальних музеїв в пам'ять жертв державних злочинів          |
| ICMS     | Міжнародний комітет з безпеки музеїв                                                |
| ICOFOM   | Міжнародний комітет музеології                                                      |
| ICOM-CC  | Комітет з реставрації та консервації                                                |
| ICOMAM   | Міжнародний комітет музеїв зброї та військової історії                              |
| ICOMON   | Міжнародний комітет грошових і банківських музеїв                                   |
| ICR      | Міжнародний комітет регіональних музеїв                                             |
| ICTOP    | Міжнародний комітет з підготовки персоналу                                          |
| INTERCOM | Міжнародний комітет музейного управління                                            |
| MPR      | Міжнародний комітет маркетингу та зв'язків з громадськістю                          |
| NATHIST  | Міжнародний комітет музеїв та колекцій природничої історії                          |
| UMAC     | Міжнародний комітет університетських музеїв і колекцій.                             |

## Регіональні альянси
Шість регіональних альянсів — це форуми, які сприяють діалогу та обміну інформацією між Національними комітетами певного географічного району.
| ICOM ARAB   | Регіональний альянс музеїв арабських країн                          |
| ICOM ASPAC  | Регіональний альянс музеїв країн Азії та Тихого океану              |
| ICOM Europe | Регіональний альянс музеїв країн Європи                             |
| ICOM LAC    | Регіональний альянс музеїв Латинської Америки і Карибського басейну |
| ICOM SEE    | Регіональний альянс музеїв країн Південно-Східної Європи            |
| ICOM CIMAO  | Регіональний альянс країн Західної Африки                           |

## Афілійовані організації
Афілійовані організації  — це міжнародні асоціації чи ради, які можуть обслуговувати інтереси музеїв та музейних працівників. Вони є окремими організаціями, але беруть участь у діяльності ІКОМ та сприяють впливу ІКОМ та її мережі.
| AEOM     | Асоціація європейських музеїв під відкритим небом                                               |
| AFRICOM  | Міжнародна рада африканських музеїв                                                             |
| AIMA     | Міжнародна асоціація сільськогосподарських музеїв                                               |
| AMMM     | Асоціація середземноморських морських музеїв                                                    |
| CAM      | Асоціація співдружності музеїв                                                                  |
| CIMAM    | Міжнародний комітет музеїв та колекцій сучасного мистецтва                                      |
| EXARC    | Міжнародна організація археологічних музеїв під відкритим небом та експериментальної археології |
| FIHRM    | Федерація міжнародних музеїв прав людини                                                        |
| HandsOn! | Міжнародна асоціація дитячих музеїв                                                             |
| IACCCA   | Міжнародна асоціація корпоративних колекцій сучасного мистецтва                                 |
| IACM     | Міжнародна асоціація митних / податкових музеїв                                                 |
| IAMFA    | Міжнародна асоціація адміністраторів музейних фондів                                            |
| IAMH     | Міжнародна асоціація музеїв історії                                                             |
| IATM     | Міжнародна асоціація музеїв транспорту і комунікацій                                            |
| ICAM     | Міжнародна конфедерація архітектурних музеїв                                                    |
| ICMM     | Міжнародний конгрес морських музеїв                                                             |
| ICSC     | Міжнародна коаліція місць совісті                                                               |
| MAC      | Асоціація музеїв Карибського басейну                                                            |
| MINOM    | Міжнародний рух на підтримку нової музеології                                                   |
| PIMA     | Асоціація Тихоокеанських островів                                                               |
| SIBMAS   | Міжнародна асоціація бібліотек і музеїв перформативного мистецтва                               |

## Постійні комітети та робочі групи
Постійні комітети та робочі групи мають повноваження Президента та Виконавчого комітету надавати поради та проводити експертизу щодо важливих аспектів у організації та питань, важливих для світової музейної спільноти. Діяльність постійних комітетів здійснюється на постійній основі, а мандат робочих груп є обмеженим у часі. І постійні комітети, і робочі групи об'єднують міжнародних експертів ІКОМ для оцінки реформ та правил, що сприяють ефективності управління ІКОМ.